# Volnovakha
Volnovakha (em ucraniano:  Волноваха) é uma cidade da Ucrânia, situada no Oblast de Donetsk. Tem 11,24 km² de área e sua população em 2020 foi estimada em 21.678 habitantes.
Logo no começo da invasão da Ucrânia pela Rússia em 2022, as Forças Armadas da Rússia bombardearam de forma indiscriminada Volnovakha, destruindo ou danificando mais de 90% da cidade em uma questão de dias. Corpos de civis cobriam as ruas da cidade, no que foi descrito pelo The Guardian como um crime de guerra. Em 12 de março, o governador do Oblast de Donetsk, Pavlo Kyrylenko, declarou a quase total destruição da cidade, que foi dominada pela Rússia poucas horas depois.